# Очепуха
Очепуха — река на острове Сахалин. Длина реки — 31 км. Площадь водосборного бассейна — 206 км². За исток принята река Луга, берущая начало севернее горы Пушкинская Сусунайского хребта.
От истока течёт в юго-восточном направлении по местности, покрытой берёзово-пихтовым лесом; в среднем течении известна под названием Волынская. Основные притоки — Песковка и Знаменка. Впадает в Охотское море. Около устья реки лежит село Лесное. Река протекает по Корсаковскому району Сахалинской области.

## История
В 1868 году к югу от Очепухи горный инженер И. А. Лопатин открыл обнажение угольного пласта.
На карте острова Сахалин 1885 года река носит айнское название Отцобоука, а айнское селение в её устье — Отчех-Поко.
Согласно «Географически-статистическому словарю Амурской и Приморской областей...» (1894):

Отцобоука — рѣчка  на  восточномъ 
берегу  Сахалина,  въ  южной  части  острова, вытекающая  изъ  Сусунайскаго 
хребта  и  впадающая въ  заливъ  Мордвинова, длиною до 18 верстъ.

## Данные водного реестра
По данным государственного водного реестра России относится к Амурскому бассейновому округу.
Код объекта в государственном водном реестре — 20050000212118300005833.